# マリア・エリーザベト・フォン・エスターライヒ (1737-1740)
マリア・エリーザベト・フォン・エスターライヒ（Maria Elisabeth von Österreich, 1737年2月5日 - 1740年6月7日）は、神聖ローマ皇帝フランツ1世と皇后マリア・テレジアの間の第1子、長女。両親が帝位、王位に就く以前に夭折した。

## 生涯
神聖ローマ皇帝カール6世の初孫として生まれた。全名はマリア・エリーザベト・アマーリア・アントニア・ヨーゼファ・ガブリエーラ・ヨハンナ・アガータ（Maria Elisabeth Amalia Antonia Josepha Gabriela Johanna Agatha）。誕生に際しては多くの人々の歓呼を受けたものの、両親は男児を望んでいたため落胆した。祖父カール6世は活発な性格のエリーザベトを大変可愛がり、祖母のエリーザベト皇后と同じ「リースル（Liesl）」の愛称で呼び、非常なはしゃぎようで初孫と一緒に遊んだ。
ラクセンブルク宮殿に家族と一緒に滞在中だった1740年6月7日、にわかに発病して激しい嘔吐を繰り返した。胃痙攣と嘔吐を繰り返しながら、同日中にわずか3歳で死去した。遺骸はカプツィーナー納骨堂内のいわゆる「マリア・テレジア納骨堂（Maria-Theresien-Gruft）」に埋葬された。両親は1743年に生まれた娘にもマリア・エリーザベトと名付けている。

## 引用
1. ↑   Edwin Dillmann: Maria Theresia. dtv, München 2000, ISBN 3-423-31028-6, S. 26.
2. ↑  Sabine Weiss: Zur Herrschaft geboren. Kindheit und Jugend im Hause Habsburg von Kaiser Maximilian bis Kronprinz Rudolf. Tyrolia, Innsbruck 2008, ISBN 978-3-7022-2972-6, S. 145.